# Ваду-Сепат (комуна)
Ваду-Сепат (рум. Vadu Săpat) — комуна у повіті Прахова в Румунії. До складу комуни входять такі села (дані про населення за 2002 рік):
- Ваду-Сепат (852 особи)
- Гіноайка (171 особа)
- Унгурень (820 осіб)

Комуна розташована на відстані 70 км на північ від Бухареста, 30 км на схід від Плоєшті, 135 км на захід від Галаца, 91 км на південний схід від Брашова.

## Населення
У 2009 року у комуні проживали 1846 осіб.